# Icheon-Stadion
Das Icheon-Stadion (kor. 이천종합운동장) ist ein Fußballstadion in der südkoreanischen Stadt Icheon, Gyeonggi-do. Das Stadion ist ein multifunktionales Stadion und wurde 2001 errichtet. Der ehemalige Zweitligist Icheon Sangmu FC nutzte das Stadion von 2003 bis 2005. Danach wurde es von Icheon Hummel FC von 2006 bis 2007 weiter genutzt. Seit 2009 nutzt der K3-League-Verein Icheon Citizen FC das Stadion. 2014 zog der WK-League-Verein Icheon Daekyo WFC ebenfalls in das Stadion und nutzt es bis Ende 2017 für ihre Ligaspiele als Heimstadion. 

## Fotogalerie

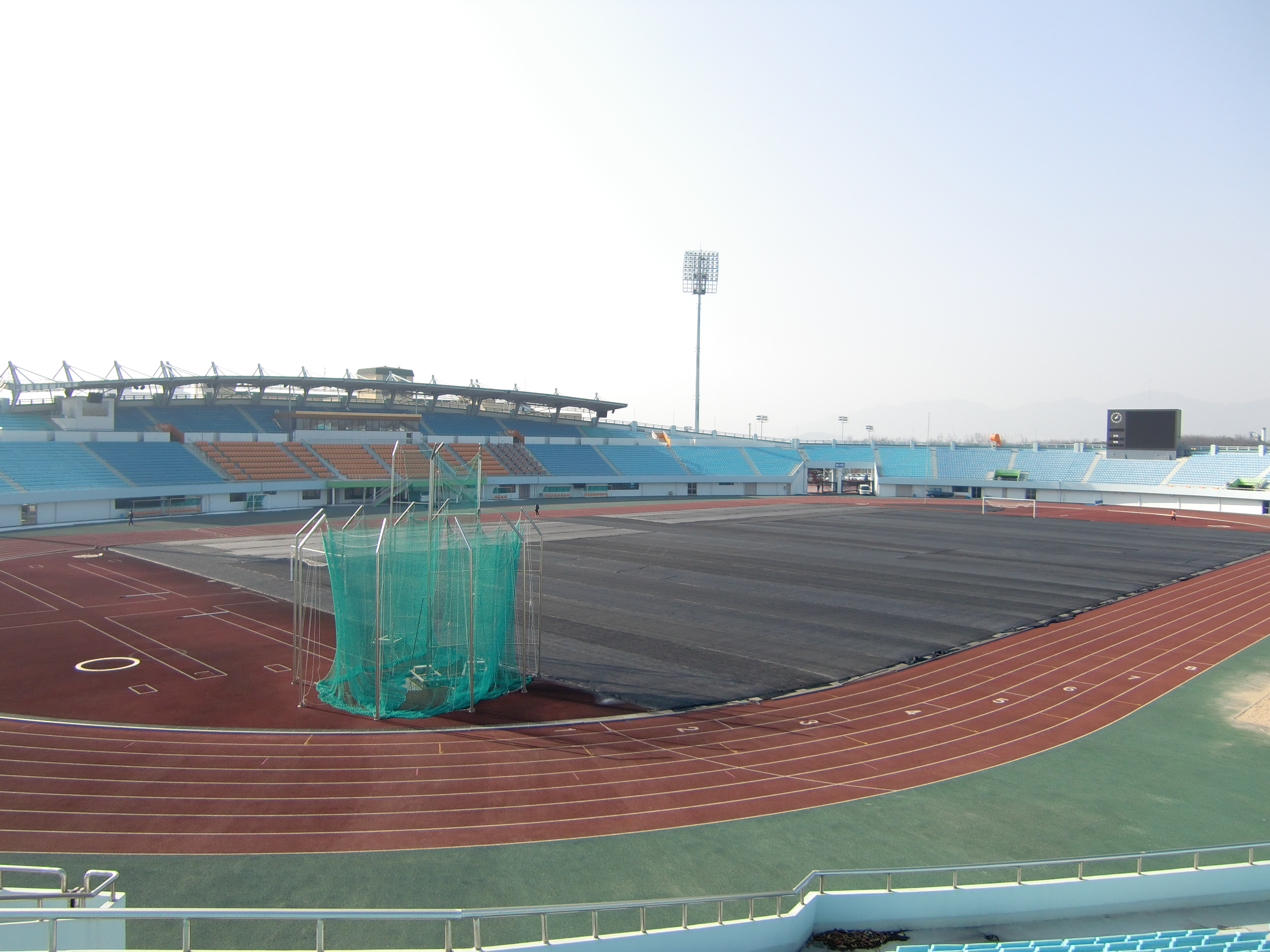
Blick auf Haupttribüne
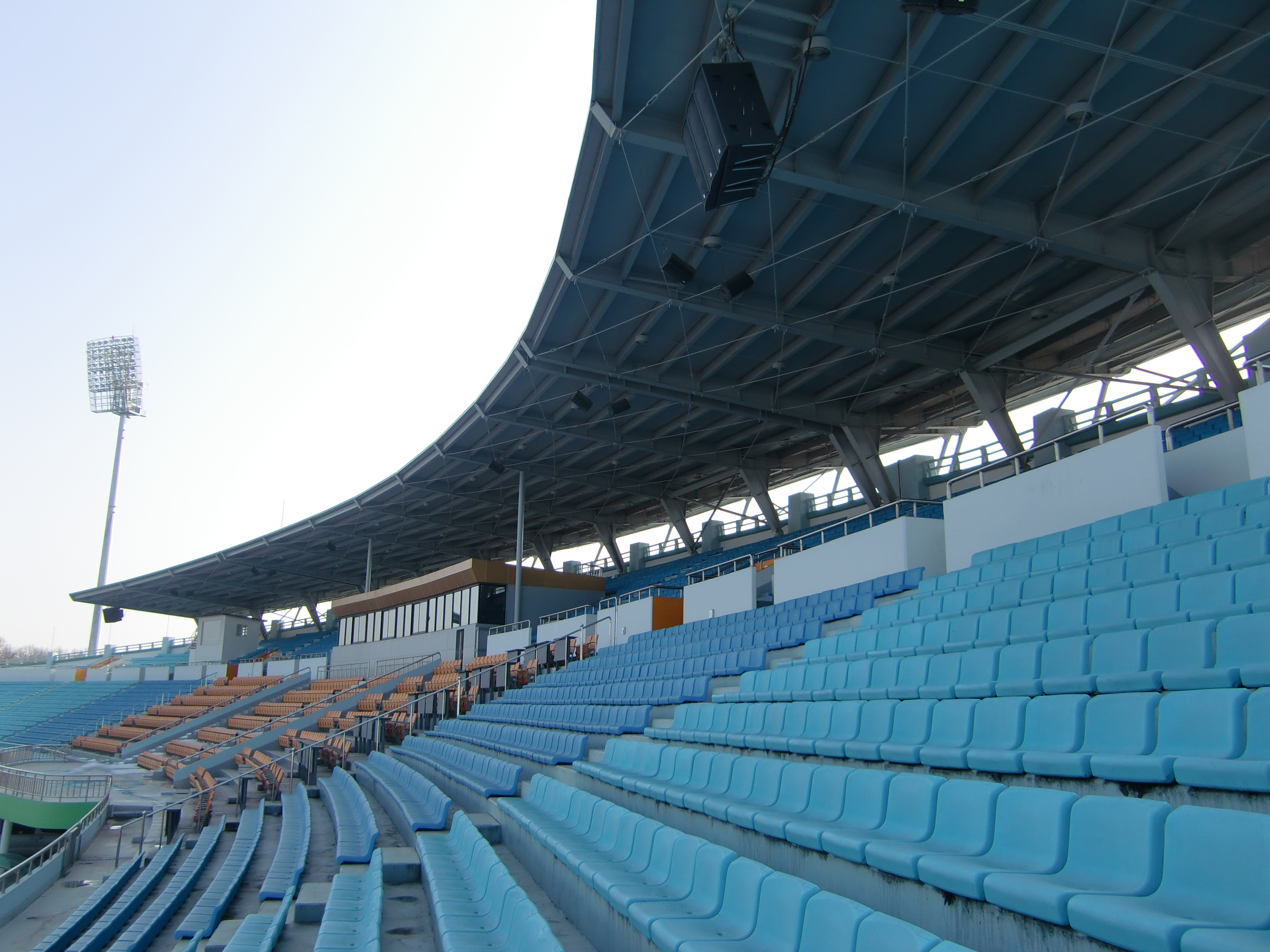
Haupttribüne
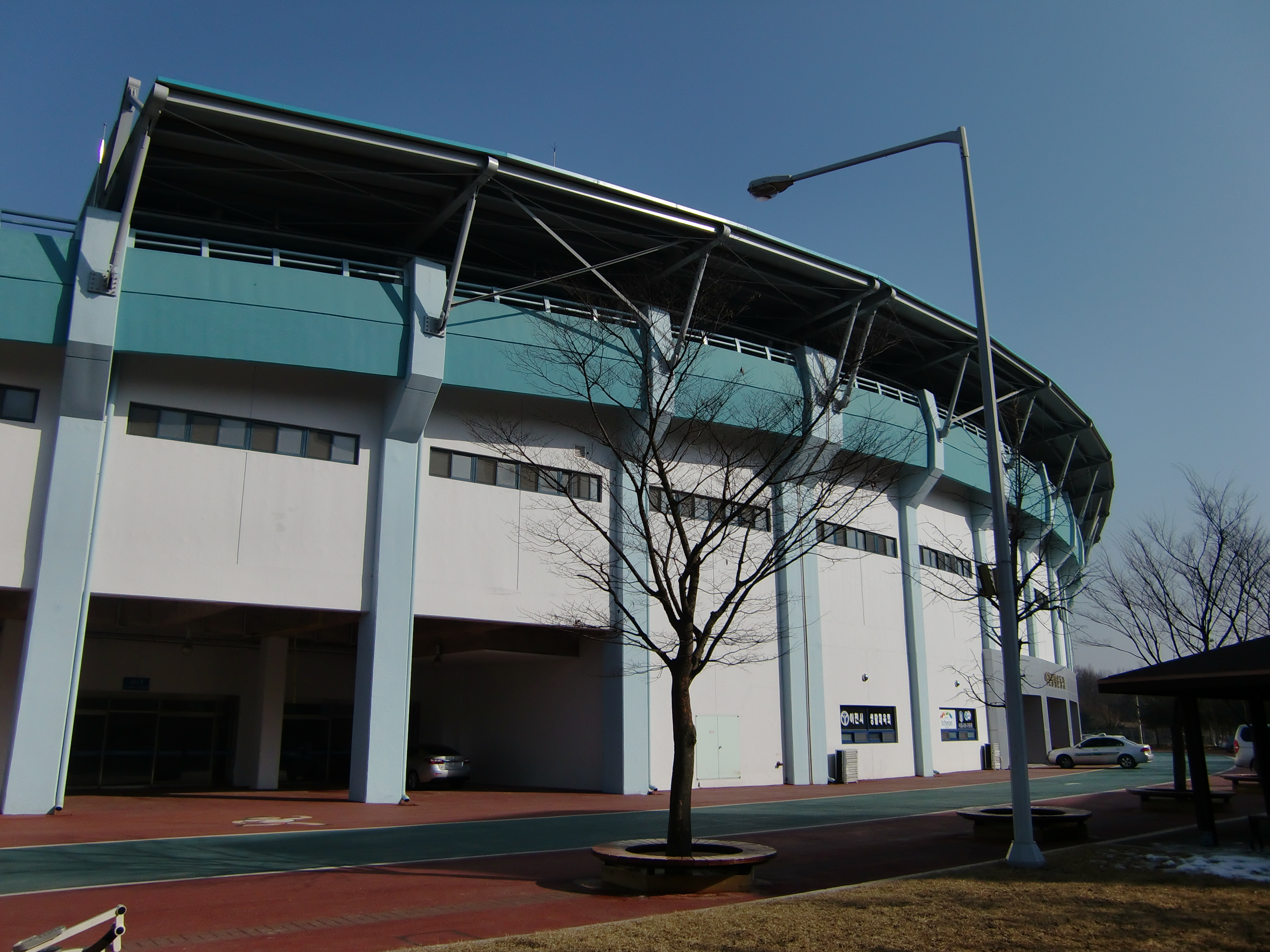
Fassade des Stadions